# ترانه‌شناسی بابک امینی
بابک امینی (زادهٔ فروردین ۱۳۴۹ خورشیدی) آهنگساز، تنظیم‌کننده و خواننده‌ی ایرانی است. 

## آلبوم‌ها

### باران خاکستری
قطعاتی برای گیتار
- سال انتشار: ۱۹۹۰
- ناشر: کانون فرهنگی نی داوود[۱]
- نوازندگان: بابک امینی، رضا عسگرزاده، کاوه یغمایی، امید روغنی

| #  | نام قطعه         | آهنگساز    | تنظیم      |
| -- | ---------------- | ---------- | ---------- |
| ۱  | Farruca          | بابک امینی | بابک امینی |
| ۲  | Malaguena        | بابک امینی | بابک امینی |
| ۳  | Tongos Flamencos | بابک امینی | بابک امینی |
| ۴  | Sole Ares        | بابک امینی | بابک امینی |
| ۵  | Tangos           | بابک امینی | بابک امینی |
| ۶  | آرایشِ خورشید     | بابک امینی | بابک امینی |
| ۷  | Danza            | بابک امینی | بابک امینی |
| ۸  | Rumba            | بابک امینی | بابک امینی |
| ۹  | باران خاکستری    | بابک امینی | بابک امینی |
| ۱۰ | جویبار           | بابک امینی | بابک امینی |
| ۱۱ | دره سبز          | بابک امینی | بابک امینی |
| ۱۲ | قصه              | بابک امینی | بابک امینی |
| ۱۳ | حکایت            | بابک امینی | بابک امینی |
| ۱۴ | حدیث عشق         | بابک امینی | بابک امینی |
| ۱۵ | شادمانه          | بابک امینی | بابک امینی |
| ۱۶ | آرزو             | بابک امینی | بابک امینی |
| ۱۷ | دلبستگی          | بابک امینی | بابک امینی |

### آبی باران
- سال انتشار: ۱۹۹۳
- ناشر: کانون فرهنگی نی داوود[۳]
- نوازندگان: بابک امینی، بابک ریاحی‌پور، کاوه یغمایی، علیرضا کهن‌دیری، نیما نواپور، وحید دارابی، فرمان فتحعلیان

| #  | نام قطعه                  | آهنگساز    | تنظیم      |
| -- | ------------------------- | ---------- | ---------- |
| ۱  | افسانهٔ من                 | بابک امینی | بابک امینی |
| ۲  | آرایش خورشید              | بابک امینی | بابک امینی |
| ۳  | قصه‌ای در شب               | بابک امینی | بابک امینی |
| ۴  | مانیا دِ کارنِوال اثر زوبیم | بابک امینی | بابک امینی |
| ۵  | افسونگر                   | بابک امینی | بابک امینی |
| ۶  | جویبار                    | بابک امینی | بابک امینی |
| ۷  | آبی باران                 | بابک امینی | بابک امینی |
| ۸  | دنیای سایه‌ها              | بابک امینی | بابک امینی |
| ۹  | رقص پروانه‌ها              | بابک امینی | بابک امینی |
| ۱۰ | کوچه‌های قلبم              | بابک امینی | بابک امینی |
| ۱۱ | لالائی                    | بابک امینی | بابک امینی |

### اسم سایه
- سال انتشار: ۱۹۹۹

### جادو
- سال انتشار: ۲۰۰۱
- این آلبوم به صورت غیرقانونی در ایران با عنوان سکوت آبی منتشر شد[۵]

## آهنگسازی و تنظیم برای دیگران

### پروانگی
- سال انتشار: ۲۰۰۲
- ناشر: هم آواز آهنگ[۶]
- با همکاری بامداد و باربد بیات

| # | نام قطعه         | خواننده      | آهنگساز    | تنظیم      |
| - | ---------------- | ------------ | ---------- | ---------- |
| ۱ | با من بمون همیشه | میثم بختیاری | بابک امینی | بابک امینی |
| ۲ | غریبانه          | میثم بختیاری | بابک امینی | بابک امینی |
| ۳ | پروانگی          | میثم بختیاری | بابک امینی | بابک امینی |
| ۴ | جستجو            | میثم بختیاری | بابک امینی | بابک امینی |
| ۵ | پدر              | میثم بختیاری | بابک امینی | بابک امینی |
| ۶ | شک نکن           | میثم بختیاری | بابک امینی | بابک امینی |
| ۷ | همزاد پاییزی     | میثم بختیاری | بابک امینی | بابک امینی |
| ۸ | مادر             | میثم بختیاری | بابک امینی | بابک امینی |

### زرتشت
- سال انتشار: ۲۰۰۰
- ناشر: Kia Entertainment[۷]
- نوازندگان: بابک امینی (گیتار آکوستیک، سه تار)، آرش میتویی (گیتار الکتریک، گیتار آکوستیک در قطعهٔ گوشه نشین)، بابک ریاحی‌پور (گیتار باس)، پویا نیک‌پور (پیانو، ارگ)، رامین بهنا (پیانو الکتریک در قطعه گوشه‌نشین)، شهرام رکوئی (فلوت)، فرشید حفظی‌فر (ابوا)، عین‌الله کیوان‌شکوه (درام جاز به استثنای قطعهٔ دلتنگی)، همایون نصیری (پرکاشن)، کسری ابراهیمی (Drum Programming در قطعات دلتنگی و خاک اسیر)، کیانا کیارس (همخوان در قطعهٔ خاک اسیر)، نیما زاهدی (ویلن)، سالومه زاهدی (ویولن)، علی جعفری (ویلن)، عمادرضا نکویی (ویلن، ویلن آلتو)[۸]

| # | نام قطعه          | خواننده | ترانه‌سُرا    | آهنگساز    | تنظیم      |
| - | ----------------- | ------- | ----------- | ---------- | ---------- |
| ۱ | خاک اسیر          | گوگوش   | نصرت فرزانه | بابک امینی | بابک امینی |
| ۲ | گوشه نشین         | گوگوش   | نصرت فرزانه | بابک امینی | بابک امینی |
| ۳ | دلتنگی            | گوگوش   | نصرت فرزانه | گوگوش      | بابک امینی |
| ۴ | بوی سفر           | گوگوش   | نصرت فرزانه | بابک بیات  | بابک بیات  |
| ۵ | زرتشت             | گوگوش   | نصرت فرزانه | گوگوش      | بابک امینی |
| ۶ | خاک اسیر (بی‌کلام) | -       | -           | بابک امینی | بابک امینی |

### تک‌آهنگ‌ها
| # | نام قطعه   | خواننده                 | ترانه‌سُرا   | آهنگساز                 | تنظیم           |
| - | ---------- | ----------------------- | ---------- | ----------------------- | --------------- |
| ۱ | آخرین بوسه | شاهین نجفی و بابک امینی | مزدک نظافت | شاهین نجفی و بابک امینی | Petros Babityan |
| ۲ | پرواز      | شاهین نجفی و بابک امینی | شاهین نجفی | بابک امینی              |                 |

## تک‌آهنگ‌ها
| سال انتشار | نام قطعه    | خواننده    | ترانه‌سُرا        | آهنگساز    | تنظیم‌کننده | منبع   |
| ---------- | ----------- | ---------- | --------------- | ---------- | ---------- | ------ |
| ۲۰۱۶       | فاصله       | بابک امینی | سعید امیراصلانی | بابک امینی | بابک امینی | [ ۹ ]  |
|            | کولی بی‌آواز | بابک امینی | سعید امیراصلانی | بابک امینی | بابک امینی | [ ۱۰ ] |
|            | آخرین رقص   | —          | —               | بابک امینی | بابک امینی | [ ۱۱ ] |
|            | روزهای آبی  | بابک امینی | بابک امینی      | بابک امینی | بابک امینی | [ ۱۲ ] |